# Franz Mörscher
Franz Mörscher (* 7. November 1931 in Bundenbach; † 14. Juli 2018 in Neunkirchen (Saar)) war ein deutscher Bildhauer, Mosaikkünstler, Maler, Fotograf und Sachbuchautor. Er war neben dem Bildhauer Hubert Nietsch der zweite Künstler, der der Bergmannskuh 1993 bis 1995 in Deutschland ein Denkmal im öffentlichen Raum setzte.
Der Geschäftsführer des Weltkulturerbes Völklinger Hütte und Kunsthistoriker Meinrad Maria Grewenig wird aus seiner Anfang Dezember 2013 in Neunkirchen (Saar) gehaltenen Laudatio für Franz Mörscher mit den Sätzen zitiert:

„Man kann sich mit den Büchern Mörschers mehrmals bis zum Lebensende auseinandersetzen. Gerade in Mörschers Buch "Finistère – Die Tücken des ästhetischen Urteils in der Bilderwelt" ist diese wiederkehrende Auseinandersetzung zentral. Zwischen Fotos von Felsenlandschaften, Küsten, Booten und den Menschen des französischen Départements Finistère stehen oftmals kurze, prägnante Sätze, die dem Leser eine neue Welt eröffnen.“

## Leben
1936 zog Mörscher mit seiner Familie nach Neunkirchen (Saar) und wirkte seit 1998 von Bad Bayersoien aus.

## Beruflicher Werdegang
Er studierte ab 1951 an der Schule für Kunst und Handwerk Saarbrücken bei Boris Kleint unter anderen in den Fächern Malerei und Bildhauerei. Dabei lernte er den Fotografen Otto Steinert kennen und wendete sich auch der Fotografie zu. Stipendien für Studienaufenthalte führten ihn nach Paris, Salzburg und Mailand. Mörscher war seit 1956 als freischaffender Künstler tätig.

## Arbeiten und Entwürfe

### Gemälde
- 1963–1969: Ölgemälde auf Leinwand aus der Reihe "Suche des Menschenbildes von Innen nach Außen"

### Ausstattung von Profanbauten
- 1963: Stadtbad am Mantes-La-Ville-Platz 6 in Neunkirchen, 1955 bis 1961 nach den Plänen von Josef Wilhelm Stockhausen errichtet und mit dem "Poseidon-Mosaik" und Kachelbilder von Franz Schnei und Karl-Heinz Grünewald ausgestattet.[3] 2010 wurde das Bad abgerissen und das Mosaik und die Kachelbilder mit einem Kostenaufwand von ca. 60.000 € als "Wandscheibe" entfernt und gelagert.[4]

### Ausstattung von Sakralbauten
- 1958–1962: Taufbecken aus Aluminiumbronze und Taufdeckel aus Kupfer in der Pfarrkirche Maria vom Frieden in Homburg-Erbach

## Skulpturen und Plastiken im öffentlichen Raum
- 1986–1988: Bronzeplastik "Bürger" vor dem Bürgerhaus in Neunkirchen auf dem Werner-Scherer-Platz[5]
- 1993–1995: Eine "Bergmannskuh mit zwei Zickeln" steht beim Rathaus von Dudweiler, 1993 bis 1995 nach Entwürfen des Künstlers Franz Mörscher ausgeführt.
- 2003–2004: Bergmannskuh in einer Überarbeitung des Künstlers aus den Jahren 2003/04[6]

## Ausstellungen
Zwischen 1978 und 2014 stellte Franz Mörscher unter anderem in der Städtischen Galerie Neunkirchen, Rathausgalerie Neunkirchen, Kultusministerium Saarbrücken, Direktion Otto Wolff und in der Musikhochschule in Saarbrücken aus und beteiligte sich von 1967 bis 1982 an zahlreichen Ausstellungen wie im Skulpturenmuseum Glaskasten in Marl.

## Veröffentlichungen
- Bauwerke und ihr Leben in Utopia. 2013, ISBN 978-3-00-041561-6.
- Finistère – Die Tücken des ästhetischen Urteils in der Bilderwelt. 2013, ISBN 978-3-00-043990-2.
- Die Völklinger Hütte. 2000 fotografiert von Franz Mörscher und durch ihn mit Meinrad M. Grenewig sowie Beter Backes herausgegeben. 2008, ISBN 978-3-89857-238-5.
- Die Völklinger Hütte. 2001, ISBN 3-935293-09-7.
- Bilder vom Eisenwerk. 1988, ISBN 3-923755-16-3.
- 8 saarländische Künstler zeigen künstlerische Fotografie. 11. Ausstellung im Hause des Bevollmächtigten des Saarlandes. Eckstein & Jahn, Neunkirchen 1978.
- Künstlerische Fotografie. herausgegeben vom Kultusministerium Saarland in Saarbrücken mit Beiträgen von Franz Mörscher und Monika von Boch. 1977.[8]
- Dokumentation Hauptfriedhof – Schönheit und Atmosphäre des alten Friedhofes. Neunkircher Hefte 4, Fotografien von Franz Mörscher. 1977 DNB 871510774.[9]